# Lokomotiva řady Ic, Id ÖNWB
Rychlíkové parní lokomotivy s vlečným tendrem řady Ic a Id byly pro Rakouskou severozápadní dráhu vyrobeny v letech 1881 a 1884 v počtu 17 kusů. Nasazovány byly především na tratích v českém Polabí. U rakouských státních drah dostaly po roce 1907 řadové označení 301. Po rozpadu Rakousko-uherské monarchie všechny připadly ČSD jako řada 252.0. Z provozu byly vyřazeny do roku 1931.

## Vznik a výroba

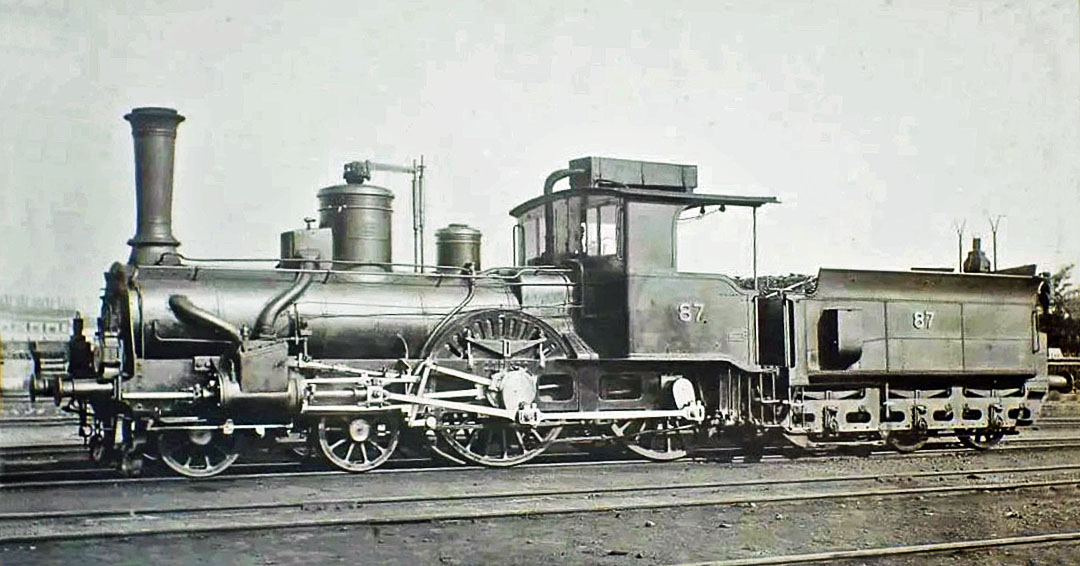
Lokomotiva Ic 87 ÖNWB (VNM 2581/81), později 301.04 kkStB a 252.003 u ČSD

Stoupající nároky na dopravu přiměly na počátku 80. let 19. století Rakouskou severozápadní dráhu k objednávce lokomotiv výkonnějších, které by zvládaly vozbu spěšných vlaků o hmotnosti až 120 t ve sklonově i směrově náročném úseku Znojmo – Havlíčkův Brod – Kutná hora. Konstrukčně to byly lokomotivy koncepce „Rittinger“ uspořádání 2’B s velkými koly a nízko uloženým kotlem s topeništěm mezi spřaženými nápravami, přímo pak vycházely z řady Ib (kkStB 201); některé funkční celky přitom byly společné i s řadou IIIa (u ČSD 232.0).
Devět strojů dodala lokomotivka ve Vídeňském Novém Městě roku 1881. Společnost jim dala řadu Ic a inventární čísla 84-92. Dalších 8 obdobných strojů druhé série bylo doobjednáno u lokomotivky Společnosti státních drah ve Vídni. Dodány byly roku 1884 jako řada Id s čísly 93–100.
S lokomotivami výrobci dodali tendry pozdější řady 26 kkStB (u ČSD 310.0). Později se využívaly i tendry řady 29 kkStB (412.0 ČSD).

## Technické provedení

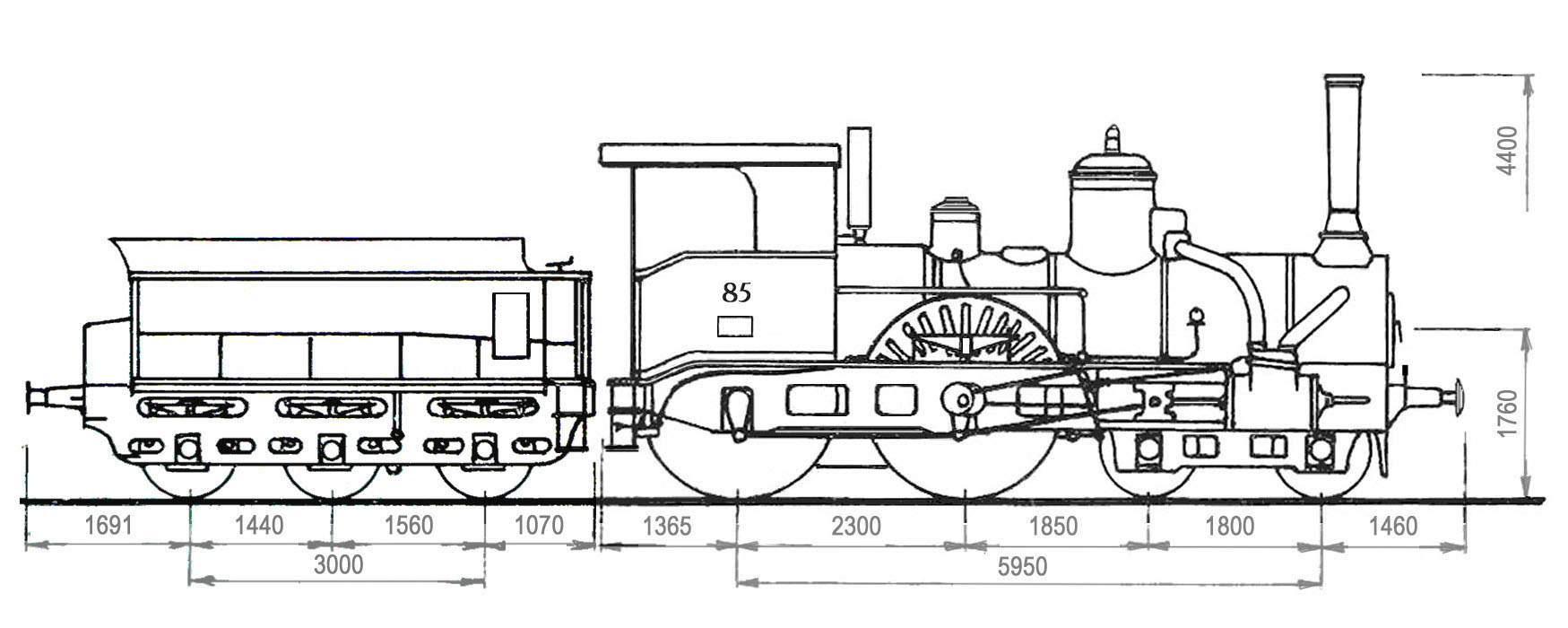
Rozměrový náčrtek lokomotivy řady Ic ÖNWB

Rám lokomotivy byl vnější, vpředu byl nesen Kamperovým výkyvným podvozkem, za ním bylo uloženo hnací a spřažené dvojkolí. Jejich kola o průměru téměř 2 metry podstatnou částí zasahovala nad ochoz i do budky a byla tak kryta blatníky. Takové uspořádání umožňovalo lokomotivám dosahovat dobově špičkových rychlostí 80 km/h a bezpečný průjezd oblouky o poloměru menším než 300 m.

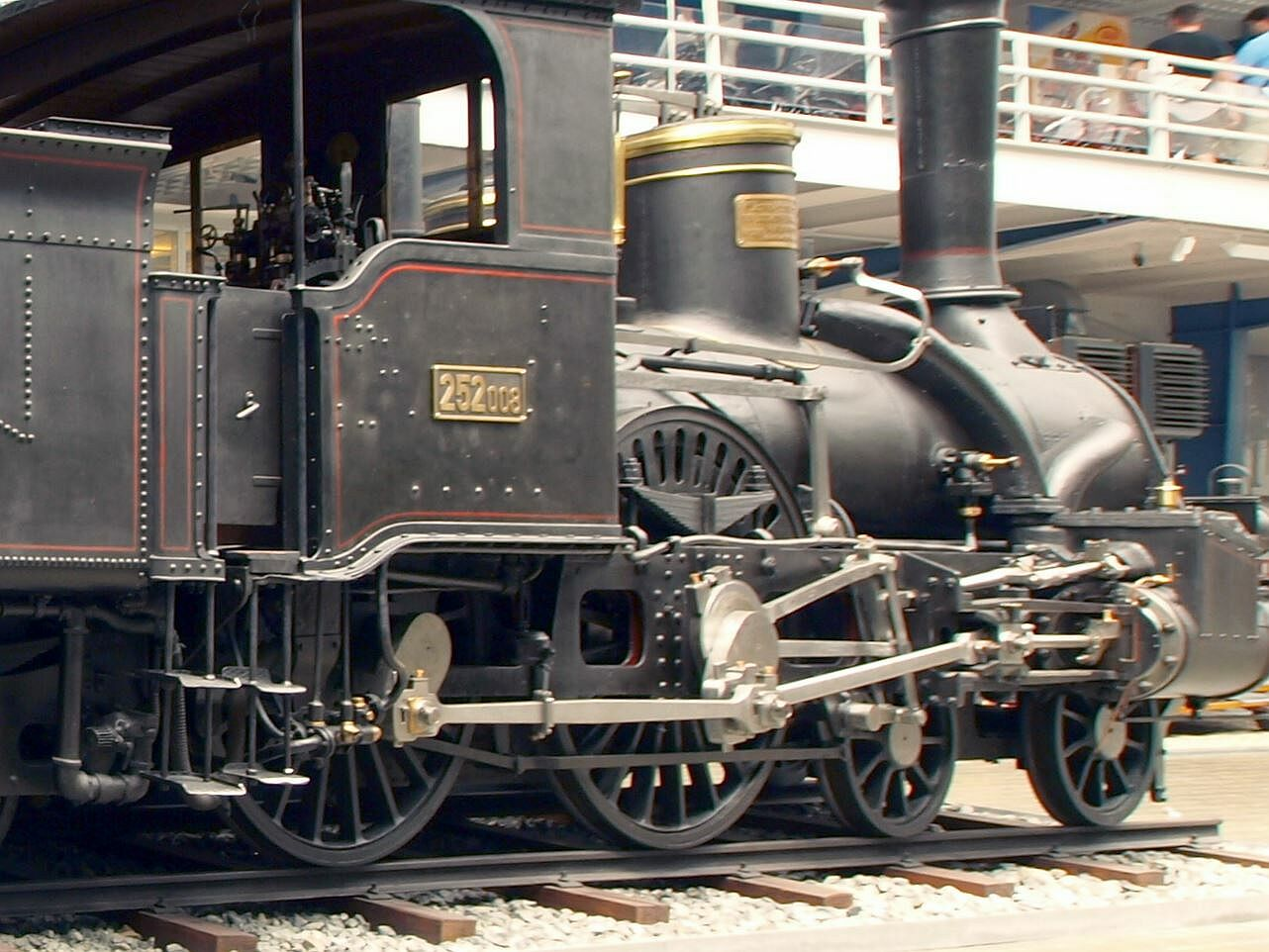
Tyčoví pohonu a rozvodu na hallských klikách u lokomotivy Ic ÖNWB (252.008, NTM Praha 2012)

Obě série se od sebe mírně odlišovaly v rozměrech a velikostí kotle. Lokomotivy řady Id měly o ca. 10 cm delší skříňový kotel na úkor válcového, tedy i větší topeniště a přímou výhřevnou plochu. Regulátor umístěný před rozměrným parním dómem byl ovládán táhlem vně kotle. Nápadné a pro tyto lokomotivy charakteristické bylo nezakrytované masivní přítokové a výfukové potrubí parních válců, vedené po kotli. Dvojčitý parní stroj byl umístěn vně rámu, tyčoví pohonu i Stephensonova rozvodu bylo na hallských klikách náprav.
Vzhled dotvářela budka lokomotivní čety s dobrým výhledem velkými čelními okny přes nízko položený kotel. Podlaha uvnitř byla rozčleněna na tři pole blatníky spřažených kol. Ssací brzda byla jednoduchá pro lokomotivu i vlak. Stroje byly jako jedny z prvních vůbec vybaveny mechanickým registračním rychloměrem "Haushälter".

## Provoz
Pět lokomotiv (č. 84 a 97-100) bylo dodáno do vídeňské výtopny ÖNWB, kde vozily rychlíky v úseku Vídeň-Znojmo. Stroje byly později osazeny spalovačem kouře systém Langer a přiděleny do výtopny mateřské společnosti SNDVB v Jaroměři. Další byly určeny pro tratě tzv. doplňovací sítě v Čechách. Nakonec všechny přešly do českých služeben. Ponejvíce sloužily na polabské dráze mezi Děčínem a Kolínem. Po zestátnění ÖNWB označily Rakouské státní dráhy všechny lokomotivy řad Ic a Id jedinou řadou 301 a ponechaly je v dosavadních působištích. V červnu 1918 se tak nacházely lokomotivy 301.01 a 02 ve výtopně Děčín a lokomotivy 301.03 až 301.17 ve výtopně Nymburk.

ČSD převzaly v roce 1918 všech 17 lokomotiv, přeznačení na řadu 252.0 po roce 1924 se ale dočkalo jen patnáct z nich. Přiděleny byly ve výtopnách Nymburk, Střekov a Děčín a nasazovány i nadále na dopravu osobních vlaků. Jako zastaralé a neperspektivní nebyly modernizovány a postupně rušeny. Posledních pět strojů bylo vyřazeno v roce 1931, když hlavním důvodem byl přechod ze sací na tlakovou brzdu u osobních vlaků.

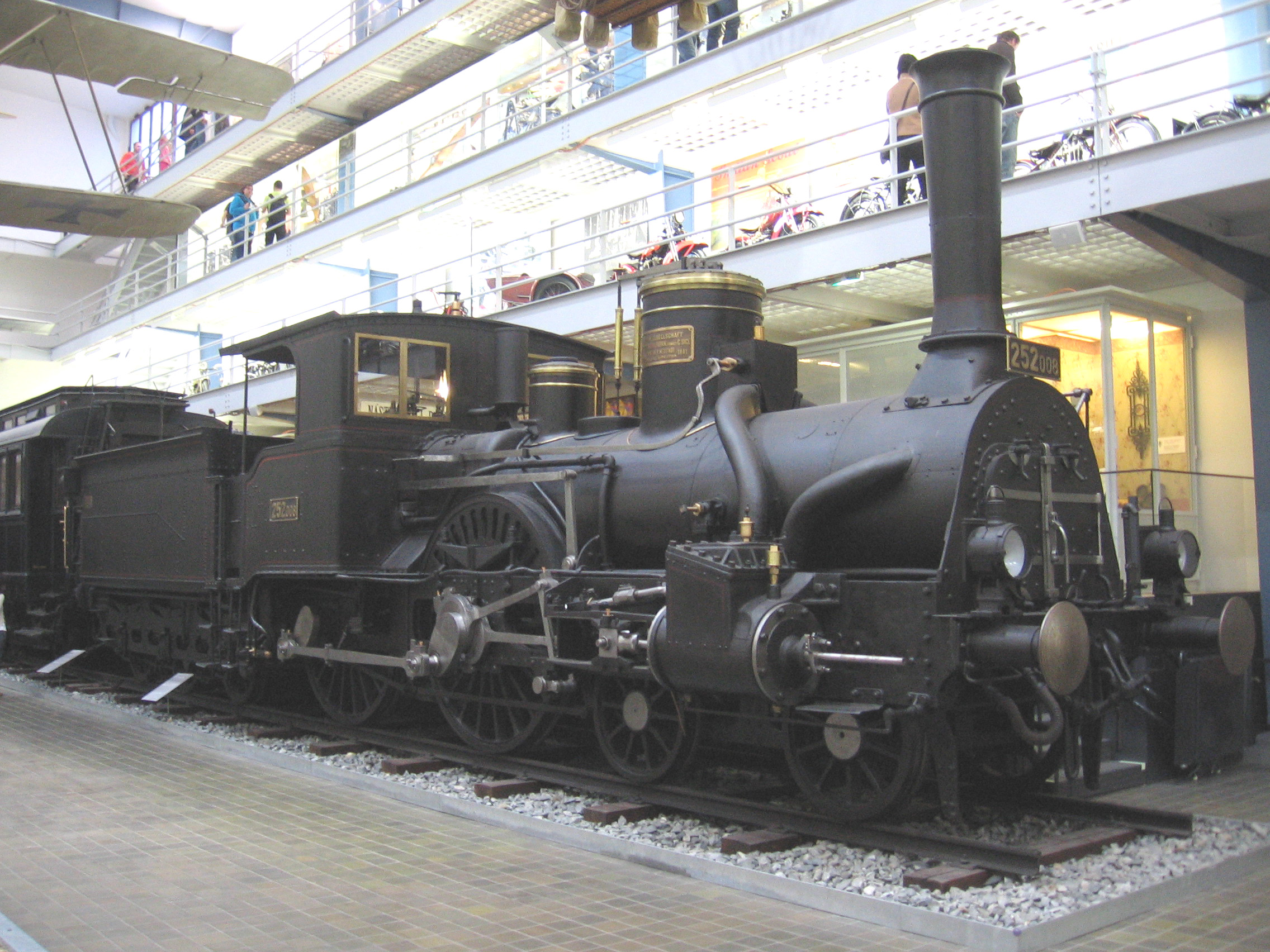
Lokomotiva 252.008 ČSD, původně ÖNWB Ic 92 (VNM 2586/81) v dopravní hale NTM na Letné (2012)

## Zachované lokomotivy
Lokomotiva 252.008 se v děčínské výtopně od roku 1928 využívala pro potřeby dráhy jako mobilní vytápěcí kotel K5. ČSD ji v roce 1932 darovaly Národnímu technickému muzeu v Praze. Je to u nás jediná, a jedna z mála vůbec dochovaných rychlíkových lokomotiv „klasického“ uspořádání 2‘B a jedna ze dvou zachovaných lokomotiv Rakouské severozápadní dráhy.